# CD44
CD44 항원은 세포-세포 상호작용, 세포 접착 및 이동에 관여하는 세포 표면 당단백질이다. 인간에서 CD44 항원은 염색체 11의 CD44 유전자에 의해 암호화된다. CD44는 HCAM(호밍 세포 접착 분자), Pgp-1(식세포 당단백질-1), 헤르메스 항원, 림프구 호밍 수용체, ECM-III 및 HUTCH-1로 불려왔다.

## 조직 분포 및 이소형
CD44는 다수의 포유동물 세포 유형에서 발현된다. 엑손 1-5와 16-20으로 구성된 CD44로 지정된 표준 isoform은 대부분의 세포 유형에서 발현된다. 가변 엑손을 포함하는 CD44 스플라이스 변종은 CD44v로 지정된다. 일부 상피 세포는 또한 엑손 v8-10을 포함하는 더 큰 이소형(CD44E)을 발현한다.